# Čair
Čair (en macédonien Чаир ; en albanais Çairi) est l'une des dix communes spéciales qui constituent la ville de Skopje, capitale de la Macédoine du Nord. Elle comptait en 2021 62 586 habitants et fait 3,52 km2. Lors du remaniement administratif de 2004, qui a notamment réduit le nombre de communes de 123 à 84, elle a été démembrée de sa partie nord, qui constitue depuis la commune de Butel. C'est la plus petite des communes de Skopje et de la Macédoine du Nord. La majorité de la population de Čair est albanaise.
Čair se trouve dans le centre de l'agglomération de Skopje, et s'étend sur une surface très restreinte au vu de son importante population. Elle bordée au sud par le Vardar et la commune de Centar, Karpoš à l'ouest, Butel au nord et Gazi Baba à l'est.
Au sud, Čair atteint les rives du Vardar et la forteresse de Skopje. À l'ouest, elle est fermée par la caserne Ilinden, et à l'est, par le vieux quartier de Gazi Baba. Au nord, ses frontières correspondent approximativement au boulevard de Bosnie-Herzégovine. Son extrémité sud fait partie du centre-ville de Skopje, là se trouve le vieux bazar de Skopje, un des endroits les plus touristiques de Skopje car grandement épargné par le terrible tremblement de terre de 1963. On y trouve par exemple des mosquées anciennes et des caravansérails. Au nord du bazar se trouve le Bit Pazar, immense marché traditionnel. Plus au nord, la commune est faite de petits quartiers de maisons et de blocs d'immeubles plus récents, comme Topansko Pole.

## Administration
La commune est administrée par un conseil élu au suffrage universel tous les quatre ans. Ce conseil adopte les plans d'urbanisme, accorde les permis de construire, il planifie le développement économique local, protège l'environnement, prend des initiatives culturelles et supervise l'enseignement primaire. Le conseil compte 27 membres. Le pouvoir exécutif est détenu par le maire, lui aussi élu au suffrage universel. Depuis 2017, le maire de Čair est Visar Ganiu, né en 1978 et membre de l'Union démocratique pour l'intégration,.
À la suite des élections locales de 2009, le Conseil de Čair était composé de la manière suivante :
| Parti                                                               | Sièges |
| ------------------------------------------------------------------- | ------ |
| Union démocratique pour l'intégration (DUI)                         | 13     |
| Parti démocratique pour l'Unité nationale macédonienne (VMRO-DPMNE) | 4      |
| Union sociale-démocrate de Macédoine (SDSM)                         | 2      |
| DR                                                                  | 3      |
| Parti démocrate albanais                                            | 1      |
| PDT                                                                 | 1      |
| Sans étiquette                                                      | 3      |

## Démographie
Lors du recensement de 2002, la commune comptait :
- Albanais :  36 921 (57 %)
- Macédoniens : 15 628 (24,1 %)
- Turcs : 4 500 (6,9 %)
- Roms : 3 083 (4,8 %)
- Bosniaques : 2 950 (4,6 %)
- Autres.